# Thank You (disc EP)
Thank You este primul disc EP al cântăreței ucrainene de origine tătară Jamala. Materialul conține șase piese cu sonorități electronice, printre care se numără și single-ul „Заплуталась”. Aleksey Mazhaev, reprezentant al agenției de știri Intermedia, a oferit o recenzie pozitivă discului, despre care a spus că „demonstrează potențialul uriaș al cântăreței“.

## Conținut
- Ediție Standard:

1. „Заплуталась” — 5:10
2. „My Lover” — 3:38
3. „Watch Over Me” — 5:47
4. „Perfect Man” — 3:45
5. „Песня о дружбе” — 5:10
6. „Thank You” — 3:22